# Administrador de archivos
Un administrador de archivos (del inglés file manager) es un programa informático que proporciona una interfaz de usuario para administrar archivos y directorios. Las operaciones más comunes realizadas en archivos o grupos de archivos incluyen crear, abrir (por ejemplo: ver, reproducir, editar o imprimir), cambiar nombre, copiar, mover, eliminar y buscar archivos; así como modificar sus atributos, propiedades y permisos de acceso. Las carpetas y los ficheros pueden visualizarse en un árbol jerárquico basado en su estructura de directorios. Algunos administradores de archivos contienen características inspiradas por navegadores web, como los botones de navegación adelante y atrás.

## Historia
Los primeros gestores de archivos fueron creados para sistemas operativos con interfaces de usuario de símbolos (no gráficos). Estos gestores de archivos generalmente representaban las unidades, particiones y directorios en su distribución física real y permitían un número limitado de operaciones sobre estos recursos. El primer gestor de archivos visual que se desarrolló (aunque aún en modo texto) fue Dired, que sentó las bases para los gestores de archivos que surgieron a continuación. Con el advenimiento de las interfaces gráficas, los gestores de archivos adquirieron diferentes funcionalidades, como la habilidad de asociar tipos de archivos a programas, y facilitaron la comprensión de conceptos mediante la representación gráfica de cada recurso, identificado con un icono. 
No obstante, aún se mantiene un desarrollo activo de diversos gestores de archivos bajo interfaces de texto, dada su conveniente portabilidad y sencillez de uso al administración sistemas de la familia Unix.

## Administrador de archivos ortodoxo

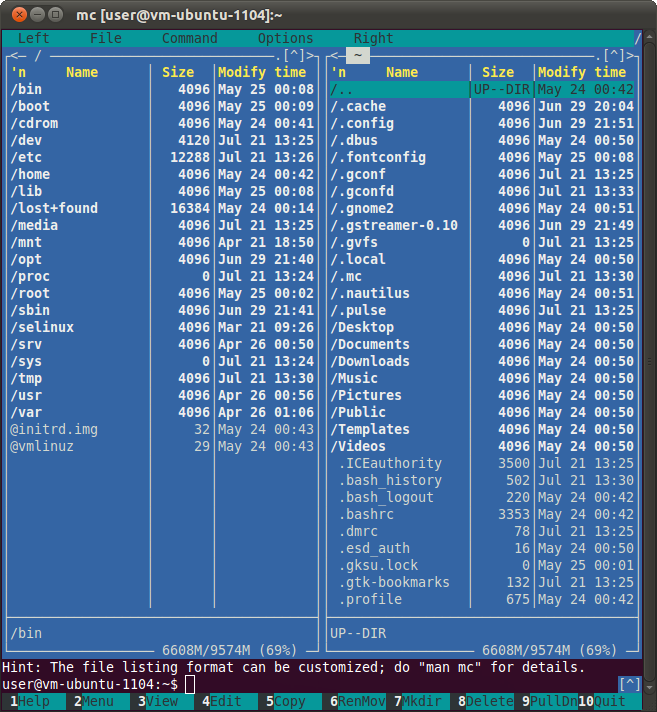
Midnight Commander

Un administrador de archivos ortodoxo o OFM por sus siglas en inglés (Orthodox file managers) o «commanders» es un tipo de gestores de archivos basado en comandos que comúnmente tienen tres áreas de trabajo compuesta por dos paneles simétricos cada uno con información de un directorio y una área de comandos. Este tipo de gestores fueron muy comunes al evitar usar comandos de la consola directamente para administrar archivos y directorios lo cual ofrecía mucha flexibilidad antes de la aparición de los gestores con interfaces gráficas. Entre los más famosos se encontraba Norton Commander desarrollado en 1986 que se ejecutaba en DOS y que inspiró otros gestores como Midnight Commander y Total Commander que aún son usados en sistemas operativos como Windows y Linux como sustituto de los administradores de archivos que estos sistemas tienen por defecto al agregar ciertas funcionalidades que facilitan la gestión de archivos usando solamente el teclado o con un mínimo uso del ratón.

## Listado

### ParaGNU/Linux

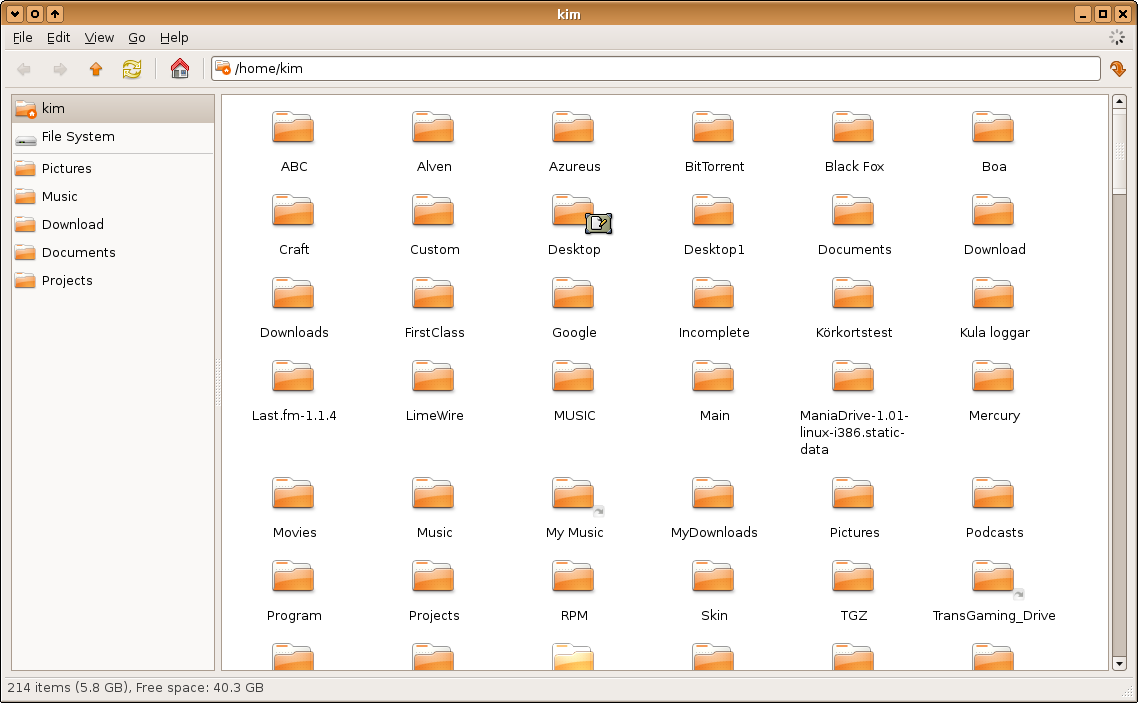
Thunar, un administrador de archivos

- Krusader, muy poderoso, alta integración con KDE.
- emelFM2, basado en GTK+ 2.
- Thunar, gestor de archivos del proyecto XFCE.
- PCManFM, escrito en GTK.
- Dolphin, gestor de archivos del proyecto KDE.
- Konqueror, navegador web y gestor de archivos del proyecto KDE.
- Nautilus, gestor de archivos del proyecto GNOME.
- Nemo un fork de Nautilus.
- 4Pane, muy completo y configurable, basado en GTK. Sitio web.
- Xfe, por «X File Explorer», de tipo ligero.
- BSCommander o Beesoft commander. Sitio web Archivado el 14 de agosto de 2010 en Wayback Machine.. Último desarrollo: septiembre de 2008.
- Rodent, terminal gráfica (graphic shell) que depende de las bibliotecas GTK. Sitio web
- ROX-Filer
- GNOME Commander, soporta conexiones Samba/FTP.
- Tuxcommander, depende de las bibliotecas GTK. Sitio web
- Double Commander, reemplazo gráfico de MC. Sitio web
- Gentoo (administrador), basado en GTK+ 2. Sitio web. Último desarrollo: octubre de 2011.
- filerunner, un gestor de archivos muy minimalista. Usa wish/tcl/tk.
- worker. Sitio web
- MuCommander Sitio web

### Para MS Windows
- Windows Explorer, gestor de archivos predeterminado de Windows 95 en adelante.
- STDU Explorer gestor de archivos para Windows.
- xplorer², por muchos considerado el mejor administrador de archivos. Tiene una versión «lite» que es freeware.
- Total Commander muy poderoso gestor de archivos.
- Double Commander, escrito en Free Pascal/Lazarus.
- SE-Explorer, interfaz muy sencilla.
- XYplorer
- ZTreeWin
- Konvertor FM

### Con interfaz basada en texto
Algunos gestores de archivos con interfaz de texto son:

#### Para GNU/Linux
- Dired, configurable y muy extensible reimplementación bajo Emacs (tanto modo texto como gráfico) multiplataforma.
- Midnight Commander, clon de Norton Commander para Unix.
- Vifm, interfaz basada en ncurses, usa atajos de teclado tipo Vim, Aquí

#### ParaMS-DOS
- Norton Commander, poderoso gestor de archivos para DOS.
- Dos Navigator, otro gestor de archivos para DOS.
- Volkov Commander
- XTree
- PathMinder
- FAR Manager, por "File and ARchive Manager", también significa «lejos» en inglés.